# Filozofija
Filozofíja (grško starogrško φιλοσοφία: filosofía > ϕιλέω "ljubiti" + σοφία "modrost") je humanistična veda. Za razliko od posamičnih znanosti se ne ukvarja s posameznim izsekom stvarnosti ali z njenim posebnim vidikom, temveč tematizira človeško izkustvo kot celoto (univerzalna znanost) .
Grška beseda starogrško φιλοσοφία je sestavljena iz besed starogrško φίλος, prijatelj in starogrško σοφία, modrost ter dobesedno pomeni ljubezen (oziroma prijateljstvo) do modrosti. Sicer besedo filozofija srečamo tudi v drugih pomenih:
- teorija, ki jo razvija neki mislec (npr. Kantova filozofija) ali teorija, zaznamovana z neko tradicijo, filozofska smer (npr. empiristična filozofija, kantovska filozofija),
- svetovni nazor (zelo stanjšan pomen).

Filozof (starogrško φιλόσοφος) je oseba, ki se s filozofijo ukvarja. Zaradi vprašanj, ki jih kot filozof mora postavljati, med drugim preučuje vprašanja tudi o naravi realnosti, kar pomeni, da se opira zgolj na lastno razumevanje pojavov. Filozof se lahko opira tako na religijo ali na mišljenje drugih ljudi, a sklepi morajo biti utemeljeni ne glede na oporo pri mišljenju, torej namenjeni prepričevanju in dokazovanju, in ne sklicevanju. Ker je filozofija ena prvih virov znanosti in raziskovanja, predvsem glede abstraktnih znanosti, je pomembno povezana tudi z retoriko, teologijo, pravom in matematiko. Filozof je bil tudi prvi ustanovitelj Akademije, ki je prednica univerzitetnih inštitucij, kot jih poznamo.

## Razvoj filozofije
Začetki zahodne filozofije segajo v čas starih Grkov. Od tedaj se je neprestano menjala tako glede vsebine kot glede svoje funkcije, prav tako pa tudi glede vpliva, ki ga je imela. Lahko bi rekli, da je svojo zgodovino začela z zastavljanjem vprašanj, te pa predstavljajo radovednost človeškega uma. Že Aristotel je v svoji Metafiziki zapisal, da je prav radovednost prve mislece spodbudila, da so na življenje gledali s filozofskimi očmi. Po njegovem v trenutku, ko se človek zave svojega neznanja, teži k spoznavanju, kar pa je tista težnja, ki jo vsebuje sama beseda filozofija.
Na splošno bi lahko rekli, da filozofija zastavlja vprašanja in išče odgovore ter tako išče pot in načelo vsega, kar obstaja. S časom se je razvejala v različne discipline, od katerih je vsaka temeljno filozofsko vprašanje zastavljala v odnosu na določeno obliko interakcije med človekom in okoljem. Vprašanje biti kot takega obravnava ontologija, o biti v celoti razpravlja racionalna kozmologija, o duši kot kraju, kjer se celota odraža, pa racionalna psihologija. Tako je discipline delila srednjeveška metafizika.
S časom se je razvila nova filozofska disciplina, gnoseologija, ki preučuje možnosti, meje, poreklo in predmet, forme veljavne misli in metode znanstvenega spoznavanja, etika, ki preučuje moralno vedenje in sodbe, estetika, ki preučuje smisel umetniškega ustvarjanja in kriterije sodb o lepoti.  
Logiko, etiko in estetiko nekateri izenačujejo za posebne discipline splošne filozofske vede o vrednosti, aksiologije. Potemtakem vsaka proučuje neko osnovno vrednost: logika resnico, etika dobro, estetika pa lepoto.

## Filozofi in filozofija
Filozofi se ukvarjajo z različnimi temami, ki zadevajo, denimo, vprašanja o obstoju boga, kaj je resnično in kaj ni, kaj pomeni zavednost in kaj botruje ugotovitvi, če je neko dejanje pravilno ali napačno. Temeljna metoda zahodne filozofije je uporaba razglabljanja, s čimer pričnemo vrednotiti argumente, vendar je metodologija filozofije že sama po sebi predmet presoje. Kadar se filozof sprašuje o tem, kaj je svoboda, se ne sprašuje o definiciji besede, temveč si prizadeva, da bi pojem bolje dojel, razumel njegovo vlogo v mislih in življenju. Pojem svobode skuša povezati z drugimi pojmi: na primer z enakostjo. Da bi lažje razumel pojem, si postavi nova vprašanja. 
Največji filozofi so šli dlje. Spraševali so se o temeljnih vidikih našega življenja in doživljanja, kaj pomeni biti. Vedeli so, da živimo v svetu, za katerega ne vemo, kako se je začel, da sta temeljni potezi prostor in čas, naseljujemo pa ga najrazličnejša živa bitja, materiali ter predmeti. Spraševali so se: »Kaj je prostor in kaj je čas?«, »Je vse kar obstaja le materialni predmet? Lahko obstaja nekaj, kar ni materialni predmet?«. S takimi vprašanji si prizadevajo za temeljito razumevanje vsega, vključno s človekom. To poskušajo razumeti, ne da bi se opirali na vero ali tradicijo. Filozofski argument se opira samo nase, kar pomeni, da se lahko razvijejo nove ideje.

## Razlike med filozofijo, umetnostjo, znanostjo
Filozofija se od religije in umetnosti razlikuje na način, da vztraja pri razumu. Religija se bolj kot na razum opira na vero, razodetje, obredje in poslušnost. Tako kot filozof tudi umetnik išče resnico, a svoja stališča in ideje izraža v drugi obliki, opira se na svoje zaznavanje in intuicijo, ne pa na argumentacijo. Znanstvenik si tako kot filozof prizadeva, da bi svoja dognanja utemeljil. Glavna razlika med njima je v tem, da se znanstvenik ukvarja z vprašanji, o katerih se je mogoče odločiti s poskusi ali opazovanjem. Vprašanja, ki jih ne morejo odločiti s poskusi, sodijo v filozofijo, ki jih abstrahira, ali religijo, ki jih mistificira.
Filozofija, znanost in umetnost niso v sporu, imajo več skupnega, kot se zdi na prvi pogled. Pravzaprav se je znanost rodila iz filozofije. Vse tri raziskujejo svet, se soočajo s skrivnostjo življenja in to poskušajo razumeti bolje. Uporabljajo različne metode, zato so poti različne, vendar imajo isti cilj – raziskujejo svet in življenje.
Modrovanje, začudenje in drugi izrazi, s katerimi se definira filozofija ali modrostslovje oblikujejo tudi prostor v katerem razmišljamo o našem življenju in okolici. Filozofija postavlja vedno bolj tudi izhodišča na podlagi katerih je možno opraviti diskusijo, razpravo, celo zakone, ki se opirajo zgolj na etiko. Mnoge vede se strinjajo, da so filozofija, umetnost in znanost v nekaterih stvareh močno stikajo in zato definirajo človeške zmožnosti, to prepričanje  imenujemo humanizem. 

## Filozofija življenja
Moderna, globalna, instant družba je pričela filozofijo uporabljati tudi terapevtsko. Določene elemente človeškega doživljanja okolice, ki bi lahko povzročili stres ali nelagodje, so prepuščeni filozofskemu avtorju, ki jih obdeluje z distanco, tako časovno kot krajevno, in tako ponuja bolj objektivno sliko za bralca oziroma bralce. Filozofija je tako namenjena pomirjanju in razumevanju. Kot takšne avtorje priporočajo Platona, Alaina de Buttona, Marka Avrelija. Kritika takšnega razmišljanja oziroma popfilozofije je predvsem v tem, da se v takšnem postopku le razveljavlja zgodovino, ki je takšna stališča povzročila in nadomešča dosežke s cinizmom, kar je nenazadnje prav tako filozofija sama po sebi.

## Sodobna filozofija oz. javni intelektualec
Globalna družba ob razvitem svetovnem spletu zahteva vsaj na politični ravni seznanjenost z novimi idejami in pogledi. Filozof je tako posrednik odgovornosti oz. neodgovornosti, ki jih prinaša humanizem glede na globalne izzive. Filozofija je tako dejavnik, ki dopušča svobodo in etiko tako za državljane kot gospodarstvo.

## Filozofske panoge
- ontologija
- gnoseologija (epistemologija, tudi spoznavna teorija)
  - filozofija uma / filozofija duha?
  - filozofija znanosti

- etika (praktična filozofija) 
  - filozofija morale
- estetika
  - filozofija umetnosti
- logika
  - argumentacijska logika (argumentacija in sklepanje)
  - filozofija matematike, matematična logika
  - filozofija tehnike, tehnologije, računalništva, umetna inteligenca...
- filozofska antropologija (filozofija človeka)
- filozofija narave, naravoslovja (evolucije ..)
- filozofija zgodovine
- socialna filozofija
  - filozofija prava
  - politična filozofija
- filozofija jezika
- filozofija religije
- filozofija kulture
- filozofija psihologije
- filozofija vzgoje (edukacije)
- filozofija športa
- filozofija vojne (in miru)
- zgodovina filozofije